# Neuralink
Neuralink ist ein US-amerikanisches Neurotechnologie-Unternehmen, welches im Juli 2016 von Elon Musk und acht weiteren Investoren gegründet wurde. Ziel von Neuralink ist die Entwicklung eines Gerätes zur Kommunikation zwischen dem menschlichen Gehirn und Computern, ein sogenanntes Brain-Computer-Interface (BCI).

## Geschichte

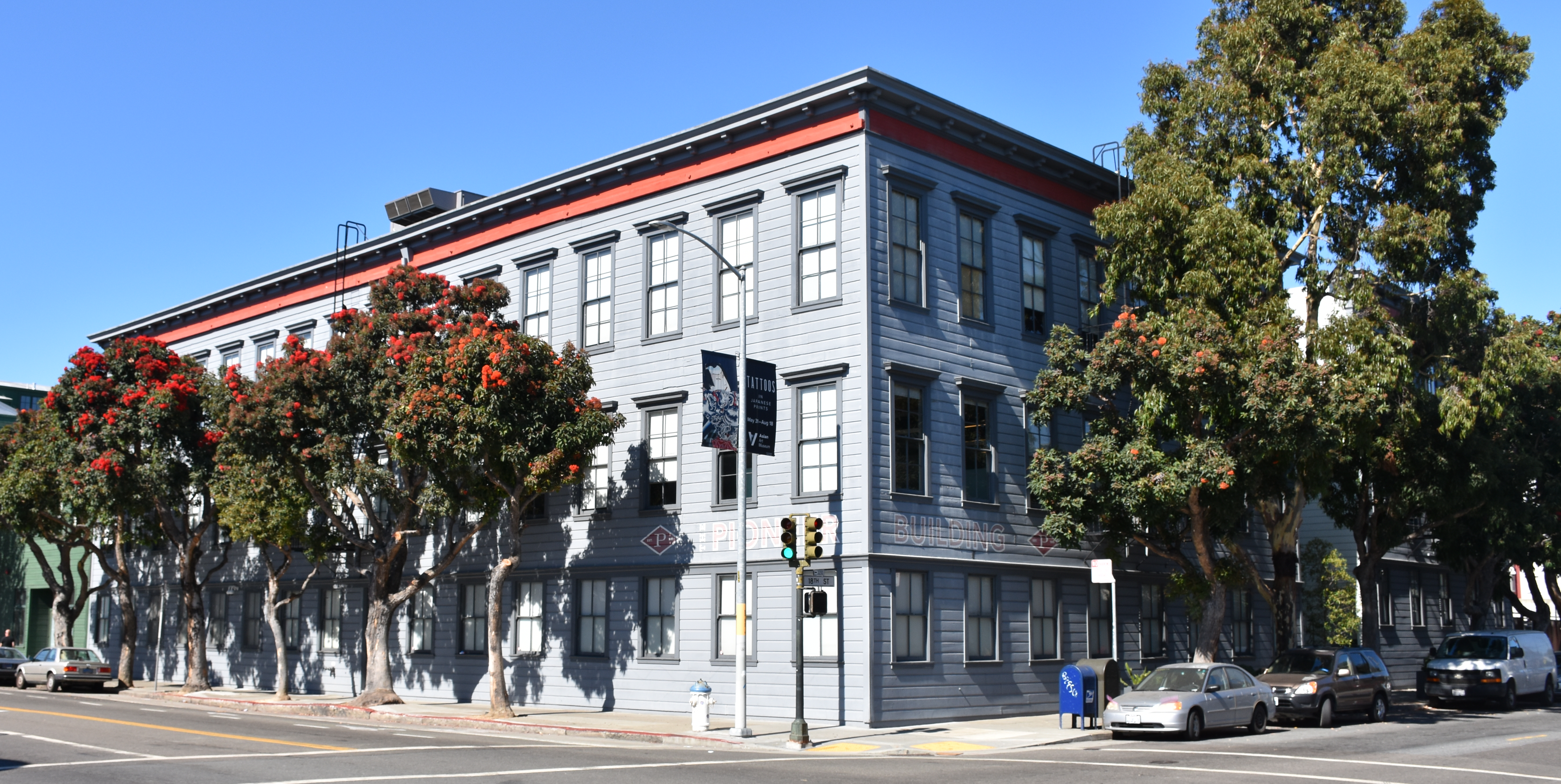
Das Pioneer Building in San Francisco, Sitz von Neuralink

Neuralink wurde im Jahr 2016 von Elon Musk, der unter anderem durch seine Tätigkeit bei Tesla und SpaceX bekannt ist, sowie von Dongjin Seo, Max Hodak, Paul Merolla, Philip Sabes, Tim Gardner, Tim Hanson und Vanessa Tolosa gegründet. Der Sitz von Neuralink ist in San Francisco, Kalifornien, USA. Die Rechte an der Marke „Neuralink“ erwarb das Unternehmen im Januar 2017 von zwei Neurowissenschaftlern.
Erstmals wurde im März 2017 öffentlich über Neuralink berichtet. Am 16. Juli 2019 berichtete die Firma über ihre Fortschritte im Rahmen eines Livestreams. Bei einer weiteren Live-Demonstration am 29. August 2020, die vorrangig zur Personalgewinnung dienen sollte, sollte die einschränkungsfreie Entfernung und Austauschbarkeit des invasiven BCI an Versuchsschweinen demonstriert werden. Zudem sollte die Auflösung der  1024 Kanäle demonstriert werden, mit der das Auslesen aller wesentlichen Gelenkpositionen der Schweine in Bewegung möglich geworden sei. Ebenso soll die vollständige Bandbreite der psychopathologischen Befunde durch aktive BCI-Funktionen angesprochen werden.
Neuralink erhielt im Mai 2023 die Food-and-Drug-Administration-Zulassung für klinische Studien am Menschen. Die FDA hatte im Jahr 2022 einen Antrag auf Durchführung klinischer Studien am Menschen noch mit der Begründung abgelehnt, dass es „erhebliche Sicherheitsbedenken bezüglich der Lithiumbatterie des Geräts, die Möglichkeit, dass die winzigen Drähte des Implantats in andere Bereiche des Gehirns wandern könnten, und Fragen dazu, ob und wie das Gerät entfernt werden könne, ohne das Hirngewebe zu schädigen, gebe.“
Im September 2023 begann das Unternehmen mit der Rekrutierung von Patienten für seine erste Studie am Menschen. Das Unternehmen suchte Menschen mit Lähmungen, um sein experimentelles Gerät in einer sechsjährigen Studie zu testen.
Am 29. Januar 2024 teilte Musk mit, dass Neuralink am Vortag erfolgreich ein Neuralink-Implantat in einen Menschen implantiert habe. Das Implantat hat 1.024 Elektroden, die ein Roboter mithilfe einer extrem feinen Nadel mit dem Gehirn verbindet. Musk sagte, der Patient erhole sich und fügte hinzu: „Erste Ergebnisse zeigen eine vielversprechende Erkennung von Neuronenspitzen“.

## Ziele

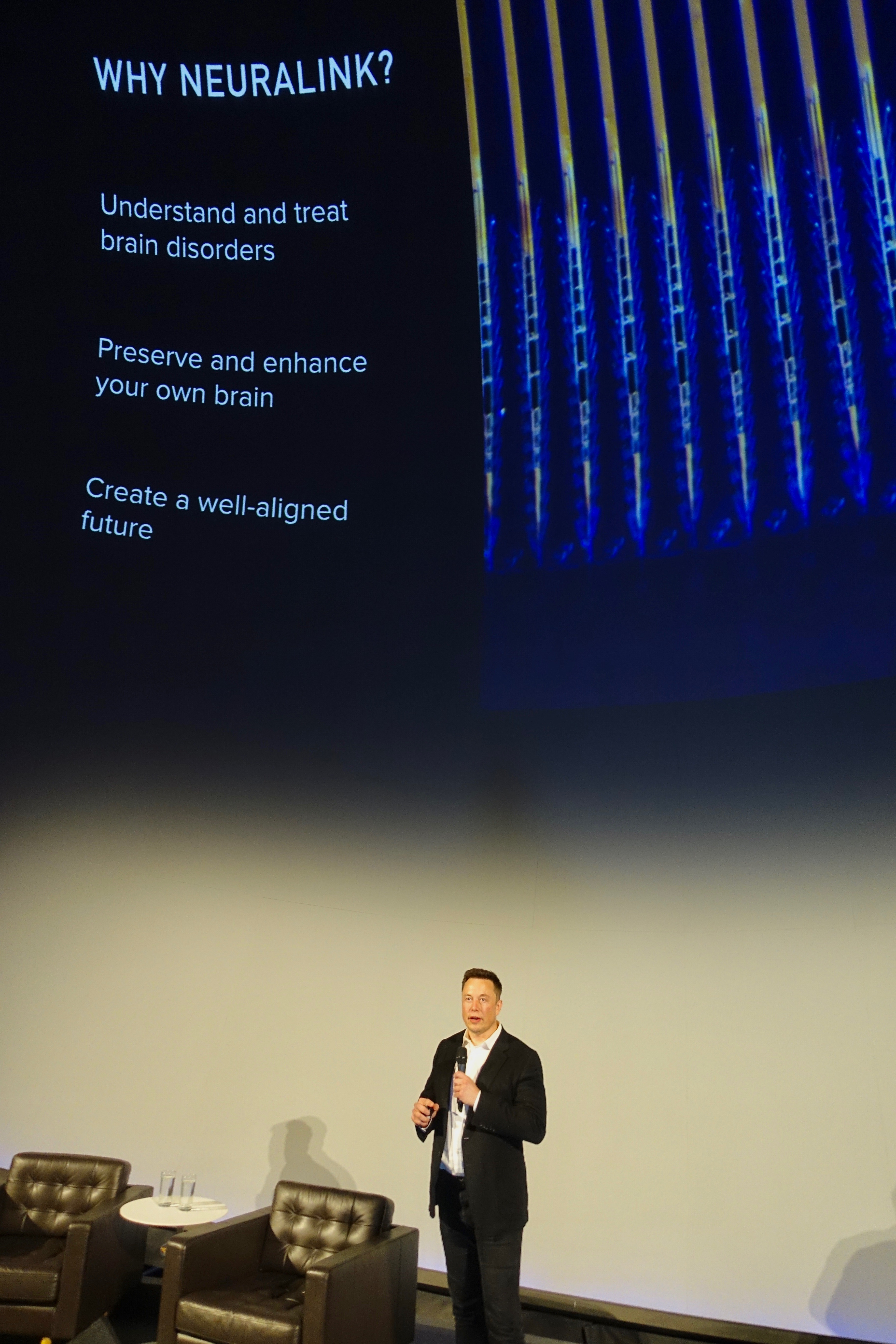
Elon Musk präsentiert den „master plan“ von Neuralink, 2019

Das kurzfristige Ziel von Neuralink ist es, schwere Erkrankungen des Gehirns sowie des zentralen Nervensystems besser behandeln zu können. Langfristige Ziele umfassen unter anderem die technische Erweiterung des menschlichen Körpers („Human Enhancement“), um bei den Fortschritten in der Entwicklung von künstlicher Intelligenz mitzuhalten bzw. „potenziell gefährliche Verwendungen von künstlicher Intelligenz bekämpfen zu können.“

“Wenn ein Wissenschaftler darüber nachdenkt, die grundlegende Natur des Lebens zu verändern – Viren zu erzeugen, Gene zu verändern – malt dies ein Schreckgespenst an die Wand, das viele Biologen als ziemlich besorgniserregend empfinden, während die Neurowissenschaftler, die ich kenne, wenn sie über Chips im Gehirn nachdenken, es ihnen nicht so fremd zu sein scheint, weil wir bereits Chips im Gehirn haben. Wir haben eine tiefe Hirnstimulation, um die Symptome der Parkinson-Krankheit zu lindern, wir haben frühe Versuche mit Chips, um das Sehvermögen wiederherzustellen, wir haben das Cochlea-Implantat – für uns scheint es also keine große Anstrengung zu sein, Geräte in ein Gehirn zu stecken, um Informationen auszulesen und Informationen wieder einzulesen.”

„(Deutsche Übersetzung)“

Ein erster, ethisch vertretbarer Schritt für Musk ist laut Aussagen des Progress Update im Sommer 2020 das Anstreben von Funktionalitäten im Feld „consensual telepathy“ (konsensbasierte Telepathie).
Neuralink ist als Element der Device Free Technology (DFT) zu verstehen, einer weltweiten technologischen Bewegung, die von einer Zukunft mit zunehmend weniger Hardware ausgeht.
Bei einer Präsentation im Juni 2025 gab Elon Musk die Ziele von Neuralink wie folgt an:
- menschliches Leid reduzieren
- menschliche Fähigkeiten erweitern
- Bewusstsein verstehen & ausweiten
- Risiken künstlicher Intelligenz mindern.[19]

## Umsetzung
Das Brain-Computer-Interface soll mittels Elektroden realisiert werden, die ins Gehirn implantiert werden. Es handelt sich also um eine invasive Neuroprothese.

## Rezeption
Auf Basis der kaum publizierten Forschungsarbeiten sieht Ulrich Dirnagl, Direktor der Abteilung Experimentelle Neurologie der Charité Berlin, die initialen Versprechungen von Neuralink als hauptsächlich unseriösen Hype, auch wenn es einige kleinere Fortschritte zur Steuerung einfachster Funktionen geben könne; ein ähnliches Urteil fällt Philipp Kellmeyer, ein Facharzt für Neurologie am Universitätsklinikum Freiburg, fundamental neu seien die Arbeiten im Hinblick auf die Elektrodentechnologie nicht.

## Kritik
Die Nachrichtenagentur Reuters berichtet, dass Ermittlungen durch den Generalinspekteur des US-Landwirtschaftsministeriums gegen Neuralink laufen. Der Vorwurf lautet, dass unnötig viele Tiere getötet würden. Zum Teil sollen die Implantate unter Zeitdruck eingepflanzt und dabei Fehler gemacht werden. Z. B. wurden zwei Schweinen die Implantate am falschen Wirbel eingepflanzt. Dies hätte leicht verhindert werden können, wenn man die Wirbel gezählt hätte. Es wurden auch Implantate der falschen Größe implantiert. Insgesamt sind in einem Zeitraum von 4 Jahren 1500 Tiere getötet worden.
Die Mitarbeiter berichten von enormem Druck, Ergebnisse zu liefern. So bringt Musk immer wieder eine Schließung des Unternehmens ins Spiel, wenn keine Erfolge geliefert werden. Mehrfach habe er Mitarbeitern gesagt, sie sollen sich vorstellen, eine Bombe sei an ihrem Kopf befestigt, um sie zu motivieren.